# セッサ・チレント
セッサ・チレント（伊: Sessa Cilento）は、イタリア共和国カンパニア州サレルノ県にある、人口約1,300人の基礎自治体（コムーネ）。

## 地理

### 位置・広がり

#### 隣接コムーネ
隣接するコムーネは以下の通り。
- ルストラ
- オミニャーノ
- ペルディフーモ
- ポッリカ
- サン・マウロ・チレント
- セッラメッツァーナ
- ステッラ・チレント

## 行政

### 分離集落
セッサ・チレントには、以下の分離集落（フラツィオーネ）がある。
- Casigliano, Castagneta, Felitto Piano, San Mango Cilento, Santa Lucia, Valle